# Olympische Sommerspiele 1996/Teilnehmer (Puerto Rico)
| Gelbes Symbol für Goldmedaillen mit stilisierten Olympischen Ringen | Graues Symbol für Silbermedaillen mit stilisierten Olympischen Ringen | Braundes Symbol für Bronzemedaillen mit stilisierten Olympischen Ringen |
| ------------------------------------------------------------------- | --------------------------------------------------------------------- | ----------------------------------------------------------------------- |
| —                                                                   | —                                                                     | 1                                                                       |

Puerto Rico nahm an den Olympischen Sommerspielen 1996 in  Atlanta, USA, mit einer Delegation von 69 Sportlern (47 Frauen und 22 Frauen) teil.

## Medaillengewinner
Mit einer gewonnenen Bronzemedaille belegte das Team Puerto Ricos Platz 71 im Medaillenspiegel.

### Bronze
- Daniel Santos: Boxen, Weltergewicht

## Teilnehmer nach Sportarten

### Basketball
- Herrenteam
10. Platz

- Kader
José Rafael Ortíz
Joël Curbelo
Pablo Alicea
Richard Soto
Jerome Mincy
Eddie Rivera
Carmelo Travieso
Juan Ramón Rivas
Edgar Padilla
Eugenio Soto
Daniel Santiago
Georgie Torres

### Bogenschießen
- María Reyes
Frauen, Einzel: 64. Platz

### Boxen
- Omar Adorno
Fliegengewicht: 17. Platz

- José Cotto
Bantamgewicht: 17. Platz

- Luís Seda
Federgewicht: 17. Platz

- Luis Pérez
Halbweltergewicht: 17. Platz

- Daniel Santos
Weltergewicht: Bronze

- José Luis Quiñones
Halbmittelgewicht: 17. Platz

- Enrique Flores
Halbschwergewicht: 5. Platz

### Fechten
- Mitch Escanellas
Frauen, Degen, Einzel: 47. Platz

### Gewichtheben
- César Rodrígez
Bantamgewicht: 13. Platz

### Judo
- Melvin Méndez
Superleichtgewicht: 13. Platz

- José Pérez
Halbleichtgewicht: 34. Platz

- Francisco Rodríguez
Leichtgewicht: 21. Platz

- José Figueroa
Halbmittelgewicht: 21. Platz

### Leichtathletik
- Maximo Oliveras
Marathon: 106. Platz

- Miguel Soto
110 Meter Hürden: Vorläufe

- Domingo Cordero
400 Meter Hürden: Vorläufe

- Edgardo Díaz
Stabhochsprung: 28. Platz in der Qualifikation

- Myra Mayberry-Wilkinson
Frauen, 100 Meter: Viertelfinale
Frauen, 200 Meter: Viertelfinale

### Radsport
- Juan Merheb
Punkterennen: 1. Runde

### Reiten
- Alexander Earle
Springreiten: Disqualifiziert

### Ringen
- Marco Sánchez
Federgewicht, griechisch-römisch: 15. Platz

- Anibál Nieves
Federgewicht, Freistil: 16. Platz

- Orlando Rosa
Mittelgewicht, Freistil: 17. Platz

- José Betancourt
Halbschwergewicht, Freistil: 20. Platz

- Daniel Sánchez
Schwergewicht, Freistil: 16. Platz

### Schießen
- Ralph Rodríguez
Klainkaliber, liegend: 47. Platz

- José Artecona
Trap: 49. Platz
Doppel-Trap: 33. Platz

### Schwimmen
- Ricardo Busquets
50 Meter Freistil: 8. Platz
100 Meter Freistil: 7. Platz
100 Meter Schmetterling: 12. Platz
4 × 100 Meter Freistil: 16. Platz
4 × 100 Meter Lagen: 19. Platz

- Eduardo González
4 × 100 Meter Freistil: 16. Platz

- José González
4 × 100 Meter Freistil: 16. Platz
4 × 100 Meter Lagen: 19. Platz

- Arsenio López
200 Meter Lagen: 27. Platz
400 Meter Lagen: 25. Platz
4 × 100 Meter Freistil: 16. Platz

- Todd Torres
100 Meter Brust: 21. Platz
200 Meter Brust: 31. Platz
4 × 100 Meter Lagen: 19. Platz

- Carlos Bodega
4 × 100 Meter Lagen: 19. Platz

- Sonia Álvarez
200 Meter Schmetterling: 34. Platz
200 Meter Lagen: 37. Platz

### Segeln
- Matt Anderson
Windsurfen: 35. Platz

- Manuel Méndez
Finn-Dinghy: 30. Platz

- Lucía Martínez
Frauen, Windsurfen: 19. Platz

### Softball
- Frauenteam
8. Platz

- Kader
Lourdes Báez
Sheree Corniel
Ivelisse Echevarría
María Gónzalez
Elba Lebrón
Lisa Martínez
Aida Miranda
Lisa Mize
Jacqueline Ortíz
Janice Parks
Penelope Rosario
Sandra Rosario
Myriam Segarra
Eve Soto
Clara Vázquez

### Turnen
- Diego Lizardi
Einzelmehrkampf: 67. Platz
Barren: 93. Platz
Bodenturnen: 67. Platz
Pferdsprung: 51. Platz
Reck: 89. Platz
Ringe: 88. Platz
Seitpferd: 93. Platz

- Eileen Díaz
Frauen, Einzelmehrkampf: 73. Platz
Frauen, Bodenturnen: 90. Platz
Frauen, Pferdsprung: 91. Platz
Frauen, Schwebebalken: 83. Platz
Frauen, Stufenbarren: 73. Platz

### Wasserspringen
- Ramon Sandin
Kunstspringen: 29. Platz

- Vivian Alberty
Frauen, Kunstspringen: 27. Platz